# Дисера, Хорхе
Хорхе Дисера (исп. Jorge Disera, 9 июня 1949) — аргентинский хоккеист (хоккей на траве), полевой игрок. Трёхкратный чемпион Панамериканских игр 1971, 1975 и 1979 годов.

## Биография
Хорхе Дисера родился 9 июня 1949 года.
В 1976 году вошёл в состав сборной Аргентины по хоккею на траве на летних Олимпийских играх в Монреале, занявшей 11-е место. Играл в поле, провёл 6 матчей, забил 1 мяч в ворота сборной Австралии.
В 1971, 1975 и 1979 годах в составе сборной Аргентины завоевал золотые медали хоккейных турниров Панамериканских игр.